# Galibi do Oiapoque
Galibi do Oiapoque (Kalinã u Francuskoj Gijani; Galibi u Brazilu), pleme američkih Indijanaca porodice Cariban, podgrupa Galiba, koji porijeklo vuku od starih Kariba. Nastanjeni su uz rijeku Oiapoque, Maroni i Mana, danas na rezervatu Terra Indígena São José do Oiapoque (São José dos Galibi) u brazilskoj državi Amapá Ima ih ukupno 66 (Funasa - 2006), od čega 28 u Braziu.